# 泰特·阿姆斯特朗
米切尔·泰勒·阿姆斯特朗（英語：Michel Taylor Armstrong，1955年10月5日—），美国NBA联盟前职业篮球运动员。他在1977年的NBA选秀中第1轮第13顺位被芝加哥公牛选中。曾在1976年蒙特利尔奥运会上为美国队夺金。